# Wagris
Els wagris fou una de les tribus del eslaus polabis, els habitants de Wàgria, la part més oriental del Holstein, al nord d'Alemanya, establerts en aquesta zona des del segle VIII fins al XII. Formaren part de la confederació dels obodrites.
A Wàgria s'hi havien establert colons germànics que convivien amb els wagris. Durant les revoltes eslaves del 983 i el 1040 encapçalades per Gottschalk, els poblats de Wagria foren assolats i les terres devastades. Moltes ciutats i esglésies dels germànics cristians quedaren destruïdes i la regió fou despoblada. El 1066, els wagris s'aliaren amb els velets per atacar la línia de fortins (burgwarden) que els saxons havien construït entre Mecklenburg i Schwerin i penetraren en territori alemany fins a Hamburg. Vers el 1090, els wagris i els lútics, que encara eren pagans, s'unificaren sota un mateix líder anomenat Cruto. Cada tribu escollia el seu cap, el qual estava subodinat a Cruto. El 1093, els obodrites cristians comandats per Enric, ajudats per alguns saxons i gent de la Baixa Alemanya, derrotaren Cruto en la batalla de Schmilau, a prop de Ratzeburg i els wagris esdevingueren un poble vassall una altra vegada.
La cristianització dels wagris es realitzà per iniciativa de l'arquebisbe de Bremen, Unwan, en la dècada del 1020. Un sacerdot anomenat Vicelí d'Oldenburg, fou l'enviat a predicar l'Evangeli, que també predicà entre els velets, amb el permís del príncep Enric que governava a Lubice, vers l'any 1126. Durant els anys següents a la missió de Vicelí, l'emperador Lotari II dotà de castells tota Wàgria. El príncep danès Canut Lavard envaí les terres dels wagris i capturà els seus líders: Pribislav i Niklot.
El 1142, Enric el Lleó i Adolf II de Holstein es repartiren les terres conquerides als eslaus. Wàgria amb el seu castell de Sigberg passà sota la jurisdicció d'Adolf, mentre que Polàbia amb el castell de Ratzeburg quedà sota Enric. El riu Trave serví de frontera per dividir les dues regions. Posteriorment a aquest repartiment, es produí una germanització cultural, ja que els colons superaven numèricament els eslaus wagris. Durant la croada contra els wends del 1147, els wagris atacaren les colònies de flamencs i frisis, però els croats replicaren massacrant la població. Des de llavors el wagris esdevingueren numèricament inferiors i o bé s'integraren ètnicament amb els germànics o bé es van extingir.

## Prínceps dels wagris
Atès que pertanyien a la confederació els obodrites el seu governant no sempre va ser un wagri, sinó que de vegades l'escollit podia ser un membre d'una altra tribu eslava. Només se'n coneixen dos noms de líders dels wagris:
- Cruto (?–m.1093)
- Privislav de Wàgria (fl 1131–m. Després del 1156)